# كينيدي ماكينتوش
كينيدي ماكينتوش (بالإنجليزية: Kennedy McIntosh)‏ مواليد 21 يناير 1949 في ديترويت - الوفاة 06 مارس 2009، كان لاعب كرة سلة أمريكي. بدأ مسيرته الاحترافية في سنة 1971. تم اختياره من قبل فريق شيكاغو بولز خلال الدرافت. لعب في الرابطة الوطنية لكرة السلة. بلغ طوله 6 قدم 7 بوصة (2.0 م). اعتزل اللعب في 1974. لعب مع شيكاغو بولز وسياتل سوبرسونيكس.

## روابط خارجية
- كينيدي ماكينتوش على موقع إن بي أي (الإنجليزية)
- كينيدي ماكينتوش على موقع سبورتس رفرنس (الإنجليزية)
- كينيدي ماكينتوش على موقع كلية كرة السلة في سبورتس رفرنس.كوم (الإنجليزية)
- كينيدي ماكينتوش على موقع ريلجم (الإنجليزية)
- كينيدي ماكينتوش على موقع بروبوليرز (الإنجليزية)